# Brandts vleermuis
De Brandts vleermuis (Myotis brandtii) is een vleermuis uit de familie der gladneuzen. Deze soort lijkt veel op de baardvleermuis, en wordt meestal gezien als een nauwe verwant daarvan, maar genetisch onderzoek wijst uit dat Brandts vleermuis verwant is aan een grote groep Amerikaanse Myotis-soorten.

## Beschrijving
Het dier lijkt erg veel op de baardvleermuis en de watervleermuis. Brandts vleermuizen zijn van baardvleermuizen te onderscheiden aan de hand van de penisvorm en het gebit, en van watervleermuizen door de kleinere voetjes. De baardvleermuis wordt ook wel de "gewone baardvleermuis" of kleine baardvleermuis genoemd. De Brandts vleermuis wordt dan de grote baardvleermuis genoemd.
Volwassen exemplaren worden tussen de 4,3 en 9,5 gram en hebben een spanwijdte van 21 tot 25,5 cm. De kop-romplengte is 37 tot 51 mm, en de staartlengte is 32 tot 44 mm. Hij heeft een lichtbruine vacht, soms met een gouden glans. De onderzijde is lichtgrijs met een gelige glans. De snuit, oren en vleugels zijn donkerbruin. Anders dan de baardvleermuis heeft de Brandts vleermuis een lichter binnenoor, en is de oor korter.
Het geluid dat ze maken heeft een frequentie van 30 à 75 kHz, waardoor het buiten het menselijk gehoorbereik ligt en slechts met zogenaamde vleermuisdetectoren waar te nemen is. Ook dan is het vrijwel niet te onderscheiden van de water- en baardvleermuis.

## Gedrag en leefgebied
De Brandts vleermuis houdt een winterslaap van oktober tot maart/april. De winterslaap houden ze in koele, ondergrondse verblijven, als grotten, mijnen, tunnels en kelders, tot 1730 meter hoogte in Zwitserland.
De soort houdt van parkachtig landschap, vlak bij water, tot 1270 meter hoogte. In Nederland komt het dier in vrijwel het gehele land voor. De vleermuis jaagt voornamelijk boven open bosland of boven het water op kleine insecten als vliegen. Een kwartier na zonsondergang vliegt hij meestal uit, maar hij kan ook voor zonsondergang worden waargenomen. Zijn jachtgebied ligt 1 à 3 kilometer van zijn dagverblijf. 's Zomers leven de vrouwtjes met hun jongen in kraamkolonies die meestal 20 tot 60, maar soms wel 70 vrouwtjes kunnen omvatten. Soms wordt deze kraamkolonie gedeeld met andere vleermuizen, als ruige dwergvleermuis, baardvleermuis, watervleermuis. De mannetjes leven dan alleen. De Brandts vleermuis krijgt slechts één jong per worp. Vrouwtjes worden waarschijnlijk in het tweede jaar geslachtsrijp.
Zowel 's zomers als 's winters kunnen ze gebruikmaken van door de mens gemaakte voorzieningen als gebouwen, maar ook kunnen ze leven in grotten en bomen. Waarnemingen in de stad zijn goed mogelijk, maar hij komt daar minder vaak voor dan de baardvleermuis. De oudst bekende Brandts vleermuis was 19 jaar en 8 maanden oud.

## Verspreiding
De Brandts vleermuis wordt in bijna heel Europa waargenomen, en in Azië van Rusland tot Mongolië. Hij ontbreekt echter in Scandinavië, IJsland en Noord-Rusland. Hij staat op de Nederlandse rode lijst met de status uitgestorven in het wild. Door gericht onderzoek naar winterslapende Brandts vleermuizen en met mistnetten is de aanwezigheid van Brandts vleermuizen aangetoond in het Nederlandse Rivierengebied en in Zuid-Limburg. In de zomer van 2007 werd de eerste Nederlandse zomerverblijfplaats van de soort gevonden, in het oosten van het land. Het is echter niet waarschijnlijk dat ze in Nederland algemeen voorkomt.